# Vanessa Ponce de León
Silvia Vanessa Ponce de León Sánchez (Ciudad de México, México el 7 de marzo de 1992). Es una modelo y reina de belleza mexicana, ganadora del certamen de belleza internacional Miss Mundo 2018.
Fue Miss Ciudad de México 2017 y, posteriormente, se coronó como Miss México 2018, el 5 de mayo de 2018. Meses después, el 8 de diciembre de 2018, gana la corona de Miss Mundo 2018, en la 68.ª edición celebrada en la ciudad de Sanya, China. Es la primera mexicana que consigue el título.

## Formación y activismo social
Vanessa Ponce vivió por diez años en Aguascalientes y también en Guanajuato, por cinco o seis años. Más tarde, regresa a su ciudad natal, la Ciudad de México, para vivir y trabajar.
Vanessa Ponce de León, estudió la carrera de Comercio Internacional en la Universidad de Guanajuato. Tiene un diplomado en derechos humanos y es la directiva de un centro de rehabilitación para mujeres. Además, es oradora en el Instituto Nacional de la Juventud.En la ceremonia de su coronación Miss Mundo 2018, promocionó su proyecto llamado «Na Vali», cuyo objetivo es ayudar a los niños de los jornaleros indígenas que emigran de Guerrero a Guanajuato.
La Miss Mundo mexicana es voluntaria en una organización que se llama "Migrantes en el Camino", que consiste en atender a migrantes en ciertos estados de la República Mexicana. Trabaja en una escuela llamada Nenemi que se dedica a dar educación intercultural a personas indígenas. Vanessa está comprometida con las causas sociales, por esa razón toma la decisión de apoyar fundaciones sin fines de lucro en diferentes rubros sociales. Es licenciada en negocios internacionales y domina el idioma inglés con una excelente fluidez, además de su lengua materna el español.
Labores oficiales:
Vanessa Ponce de León es la primera modelo mexicana en ser coronada Miss Mundo.Ella es licenciada en Negocios Internacionales y además Actualmente forma parte de la junta directiva de un centro de rehabilitación para niñas. La belleza mexicana es más que una cara bonita: le apasiona el voluntariado para causas reales y también ha estado continuamente involucrada con organizaciones que apoyan a personas con discapacidades.
Desde que se alzó con el título de Miss Mundo 2018, Vanessa ha recorrido varios países para apoyar causas sociales, en su mayoría relacionadas con la niñez. La mexicana comenzó su recorrido mundial visitando China (país en el que se coronó); ahí asistió al Hainan Internacional Film Festival, acompañada de las demás reinas continentales.
La siguiente parada fue Inglaterra, país donde el certamen tiene su sede, desde ahí compartió una postal en donde describía su emoción por el desafío que le representa ser Miss Mundo. Vanessa pasó las fiestas de fin de año en Londres, donde tuvo la oportunidad de recibir a sus familiares.
Posteriormente comenzó con la visita más esperada:"México", a un mes de su coronación la modelo aterrizó en tierras mexicanas acompañada de Julia Morley, presidenta del certamen. Fue recibida por decenas de admiradores quienes la esperaban ansiosos para celebrar con ella. En su visita tuvo una reunión con Andrés Manuel López Obrador, presidente de México, enfocado a mejorar la calidad de vida de la niñez mexicana.Más tarde a su visita, la reina mundial agradeció las atenciones del presidente, así como la alegría de regresar a México.
Una vez terminados sus compromisos en México, tomó un vuelo hacia Estados Unidos, cuarto país que visitó para seguir difundiendo los proyectos de “belleza con propósito”.
Más adelante visita Tailandia, el quinto país de su gira mundial, donde fue parte de varias actividades relacionadas con los proyectos sociales y la cultura del país asiático, posteriormente llegó a Indonesia como parte de la gira de “belleza con propósito”. Otros países que ha visitado son: Ghana, Uganda, Polonia, Bahamas, Indonesia y Posteriormente, Vanessa y las reinas continentales se encuentran en la isla de Lombok, que el año pasado fue muy dañada por un fuerte terremoto. En esa visita recaudaron fondos para apoyar a esta comunidad. También recibió una invitación para asistir a la coronación del rey de Tailandia, un evento que duró tres días, pero al cual no pudo asistir para atender otros asuntos de la organización Miss Mundo.
Los viajes de la modelo se alternan con su estancia en Londres, donde participa activamente en diferentes organizaciones. Durante su reinado viajó a: China, Macao, Reino Unido, Tailandia, Estados Unidos, Indonesia, India, Uganda, Filipinas, Ghana, Singapur, Polonia, Tanzania, Bahamas y varias ciudades de su país de origen México.
Ofreció una conferencia en la Universidad de Guanajuato .
Ponce de León se dijo feliz de poder regresar a su Casa de Estudios, a su comunidad y venir a platicar de “la satisfacción del altruismo y la generación de proyectos exitosos”, como se llamó su conferencia, pero sobre todo del orgullo que lleva por el mundo por la preparación que adquirió en la Universidad de Guanajuato.
Informó que la Lic. Ponce de León ha sido modelo y ahora Miss Mundo, pero se ha destacado por su interés en el voluntariado y diversas asociaciones civiles, en particular de un centro de rehabilitación de mujeres y otro de respaldo a migrantes indígenas que llegan a Guanajuato como jornaleros agrícolas; con la idea de que, durante su segundo año de reinado, pueda ayudar a grupos vulnerables y causas importantes alrededor del mundo, como embajadora de buena voluntad y destacando por entregar el corazón  sus acciones y obras a los demás”, destacó y no solo por su apariencia física.
Visita el Centro de Desarrollo Indígena Loyola en Guanajuato.
La organización Internacional Miss World que apoyó a miles de niños en todo el mundo en 142 países visitó a los pequeños del Centro de Desarrollo Indígena Loyola y fue la Miss Wolrd, Vanessa Ponce De León, acompañada de Julia Morley directora de “Beauty With a Purpose” que arrancaron el Tour “Belleza con propósito”
Los niños de distintos grados de escolaridad del Centro de Desarrollo Indígena Loyola hicieron honores a la bandera y el lábaro patrio, Luego festejaron El Día de la Madre Tierra, después reflexionaron sobre el tema ambiental, sobre la tala de bosques y la contaminación y la globalización que cada día necesita más recursos. Los pequeños hicieron hermosos regalos para la autoridad de “Belleza con Propósito” y autoridades de Gobierno del Estado, que, en esta ocasión, acompañó el titular de la Secretaría del Migrante y Enlace Internacional, Juan Hernández.
Vanenessa Ponce De León tomó el micrófono para ofrecer unas palabras: “Los traje aquí porque quería que vieran el trabajo que nosotros hacemos en la preservación de nuestra cultura y tradiciones que están haciendo lo maestros, le gente que los cuida y promoviendo este tipo de tradiciones, estoy muy contenta de verlos”.
Julia Morley (CEO Miss World Org.), fundadora de “Beauty With A Purpose” expresó: “Primero que nada muchas gracias a los niños que nos recibieron, por tanta alegría, lo hicieron muy bien, vengo de Reino Unido y vengo para que ustedes me enseñen lo que están haciendo aquí, sé que van a ser excelente personas en el futuro porque hoy son excelentes, sé que han aprendido muchas lenguas que yo también tengo que aprender hoy”.
La frase que destacó Vanessa Ponce de León; “Estamos muy comprometidos con el Centro Indígena Loyola y con la escuela esperamos poder ayudarles en próximas cosas, y ayudar a mejorar este ambiente”.
 Vanessa develó su pintura de sus propia caricatura.
En el restaurante " The Palm " del hotel "presidente Intercontinental" en la Ciudad de México, develó emocionada y sorprendida plasmada en el mural su pintura humorística al lado de otras estrellas mexicanas como Diego Luna y Gael García, entre otras celebridades.
Visita al programa televisivo británico: "Good Morning Britain".   
La Miss Mundo 2018, la mexicana Vanessa Ponce de León, causó polémica con sus respuestas durante el programa Good Morning Britain, en el cual dejó en claro que no es modelo sino voluntaria de tiempo completo. Durante la emisión británica encabezada por Piers Morgan, Vanessa dijo que su trabajo no solo es ser bonita sino llevar un mensaje positivo al mundo. Vanessa expresó: " Para ser honesta yo gané porque soy la más apasionada con mi proyecto".
Piers lanzó un cuestionamiento a su invitada: ¿Cuándo se volvió un crimen ser hermosa? No tendrías que defenderte a ti misma o decir que estás cambiando al mundo”. Vanessa, quien estuvo acompañada por Julia Morley, la directora de Miss World, sonrió, y aunque agradeció el piropo dijo que el enfoque del concurso es que sí hay belleza, pero con un propósito. A sus 27 años, apoya causas sociales, tiene un proyecto llamado Na Vili, que busca ayudar a los hijos de jornaleros migrantes indígenas, además es oradora en el Instituto Nacional de la Juventud y voluntaria en una organización que se llama Migrantes en el Camino.
Morgan se quejó de que el certamen haya eliminado la competencia en bikini, por lo que Morley defendió el objetivo del certamen, pues señaló que las competidoras, que representan a 140 países, se dedican no a lucir su belleza, sino a ayudar a diferentes causas en sus respectivos lugares de origen.
Segunda visita al programa televisivo británico: "Good Morning Britain".
A punto de que sea la gran final de Miss Mundo, la mexicana Vanessa Ponce de León -quien todavía tiene el título- ha vuelto a hacer una aparición en la televisión británica. Una vez más, la reina de belleza ha sido invitada a Good Morning Britain en donde una vez más se ha encontrado con Piers Morgan. Tal como sucedió en su primera aparición, la mexicana fue cuestionada por el polémico periodista con el que ha tenido más de un desencuentro al tratar de explicarle que este tipo de concursos van mucho más allá de la belleza física. Recordemos, que en su primer contacto, Piers consiguió un lugar como juez de esta próxima edición, por lo que la discusión simplemente se volvió un poco más acalorada.
“No quieres tener a alguien feo ganando, ¿o sí?”, dijo un descarado Piers, ante la risa de Vanessa que no podía estar más en desacuerdo con esa frase poco políticamente correcta. “Cuando vas ahí no hay fealdad”, respondió Vanessa claramente apuntando a que esto va más allá, pero Piers lo tomó de forma literal, “Exactamente, es un certamen de belleza". A final de cuentas es una celebración de belleza, también de la inteligencia, pero básicamente queremos celebrar la belleza. ¿Qué tiene de malo querer celebrar la belleza?”.
Muy centrada, Vanessa respondió: “No tiene nada de malo. La belleza es una cualidad. Tenemos que apreciarla, porque no tenemos ningún control sobre ella. Es algo que da Dios… Pero la belleza no cuenta si no tienes algo en qué usarla”. Vanessa explicó que este certamen en específico es muy evolucionado, que de hecho, cada cuatro años se reúnen a modificar las reglas, razón por la que no tienen una competencia en bikini, algo que escandalizó a Piers. “¿Cómo me vas a detener de básicamente querer juzgarlo por la estética y elegir a la competidora más sexy?”, fue la respuesta del periodista, quien suele bromear en sus comentarios. Simpática y sin dejar que sus comentarios la molestaran, Vanessa respondió en tomo ligero: “Te tienes que enamorar también sus mentes también Piers”.
"La mexicana Vanessa Ponce de León se despide de la corona de Miss Mundo" .
Vanessa lució un hermoso vestido color beige con incrustaciones de cristales en la parte alta del diseño y una falda de gasa de varias capas. La mexicana optó por llevar el cabello suelto y ondulado, tal y como lo usó el día en que se coronó como Miss Mundo y un maquillaje muy natural. Ponce de León portó orgullosa su corona, la cual combinaba a la perfección con su vestido, mientras daba su última caminata por la pasarela como reina. Durante su última participación en Miss Mundo, la mexicana habló de su trabajo durante este año, en el que destacó su participación con la organización Migrantes en el Camino y en un centro de rehabilitación de niñas y mujeres. La mexicana fue recibida entre aplausos del público, quienes reconocieron la ardua labor de Vanessa como representante de Miss Mundo.
Fue el 8 de diciembre de 2018 cuando Vanessa Ponce de León hizo historia al coronarse como la indiscutible reina de Miss Mundo, convirtiéndose así en la primera mexicana en ganar ese certamen. En esa ocasión, México se volcó en felicitaciones hacia Vanessa a las que se sumó la de Ximena Navarrete, ganadora de Miss Universo en 2010, quien a través de redes sociales expresó: “¡Felicidades por convertirte en la primera Miss Mundo Mexicana! ¡Con mucha emoción te felicito a ti y a la organización Miss México por este gran logro!”.
Vanessa incluso fue recibida por el presidente de México, Andrés Manuel López Obrador, quien la felicitó por poner el nombre de México en alto. Frente al mandatario, la mexicana expresó su orgullo por portar la corona y prometió trabajar por el futuro de México. “Me fui con un proyecto increíble para apoyar a la niñez indígena mexicana, ganamos y aquí está Miss Mundo, para crear un cambio duradero en México”, expresó Ponce de León durante su encuentro con el presidente.

## Mexico's Next Top Model; 5° temporada.
Participó en el programa reality show, de concurso de modelaje femenino Mexico's Next Top Model en su 5° temporada, en el año 2014, en el que representó a la ciudad de  León, en Guanajuato ya que residió allá por cinco o seis años, por lo que tuvo el derecho de concursar y resultó la ganadora por ese estado y esa ciudad.

## Miss México 2018
Después haber ganado el concurso Next top model, se mudó a la Ciudad de México en donde participó en un comercial sobre ayuda a los inmigrantes de paso en México, se uniría a esta organización de ayuda lo que la inspiraría para concursar en Miss México y resultó ganadora de Miss Ciudad de México 2017, y posteriormente, ganó el concurso nacional Miss México 2018 para representar a México en Miss Mundo el 5 de mayo de 2018, en el Salón Imperial de Villa Toscana, Sonora. Fue coronada por la saliente Miss México 2017 y Miss Mundo Américas 2017: Andrea Meza, de Chihuahua.
En donde su mayor inspiración era su proyecto social donde Miss World la aportaría con su misión "belleza con propósito" 
El concurso se realizaría en China que resultó ganadora siendo coronada por la antecesora de India Miss World 2017.
Es la primera Miss World Mexicana después de que la antecesora Miss México, Andrea Meza resultara virreina y Miss América 2017.

## Miss Mundo 2018
Representó a México en el concurso internacional de belleza Miss Mundo, en el que ganó el título y la coronación de Miss Mundo 2018, en la 68.ª edición celebrada en la ciudad de Sanya, China el 8 de diciembre de 2018. Fue coronada por la saliente Miss Mundo 2017,
Manushi Chhillar, de la India.
Vanessa Ponce de León es la Miss Mundo con mayor edad de todas las reinas ganadoras de los concursos anteriores hasta ahora, con 26 años y 276 días, superando el récord anterior de Miss Mundo 1989, Aneta Kręglicka; que tenía 24 años y 244 días en el momento de su victoria.
| Predecesor: Manushi Chhillar India | Miss Mundo 2018            | Sucesor: Toni-Ann Singh Jamaica |
| Predecesor: Andrea Meza            | Miss México 2018           | Sucesor: Ashley Alvídrez        |
| Predecesor: Ana Girault            | Miss Ciudad de México 2017 | Sucesor: Jeanette Karam         |